# 오마담
"오마담"(Madam O)은 한국에서 제작된 이봉래 감독의 1965년 드라마 영화이다. 김혜정 등이 주연으로 출연하였고 곽정환 등이 제작에 참여하였다.

## 출연

### 주연
- 김혜정
- 최무룡
- 김승호
- 황정순

## 기타
- 원작자: 김중희
- 조명: 임호
- 미술: 홍명기